# Équipe de Nouvelle-Zélande féminine de rugby à XIII
L'équipe de Nouvelle-Zélande féminine de rugby à XIII, surnommée les « Kiwi Ferns  » est l'équipe qui représente la Nouvelle-Zélande dans les principales compétitions internationales de rugby à XIII. Elle regroupe les meilleures joueuses néo-zélandaises ou résidentes néo-zélandaises.  
Au début des années 2020, cette équipe est composée essentiellement de joueuses professionnelles ou semi-professionnelles, disputant la « National Women's Rugby League »  (championnat australien) et le championnat féminin néo-zélandais.  

## Histoire
Le premier test-match de la sélection a lieu le 1er juillet 1995 au Lidcome Oval de Sydney avec une victoire face à l'Australie (18-14).

## Personnalités et joueuses notables
À l'aube de la coupe du monde de 2021 on peut citer par exemple la demi-de mêlée Raecene McGregor qui détient la « Dally M Medal  » .

## Palmarès

### Parcours dans les compétitions internationales

#### Coupe du monde
| Année | Position  |      | Année     | Position |   | Année | Position |
| 2000  | Vainqueur | 2013 | Finaliste | 2025     |   |       |          |
| 2003  | Vainqueur | 2017 | Finaliste |          |   |       |          |
| 2008  | Vainqueur | 2021 |           | -        | - |       |          |